# Аватар: Последњи владар ветрова
Аватар: Последњи владар ветрова (енгл. Avatar: The Last Airbender), такође познат и као Аватар: Легенда о Ангу (енгл. Avatar: The Legend of Aang), америчка је анимирана телевизијска серија коју су створили Мајкл Данте Димартино и Брајан Конецко за Nickelodeon. Састоји се од три сезоне које су емитоване између фебруара 2005. и јула 2008.
Радња је смештена у свет инспирисан азијском културом у којем неки људи могу да телекинетички контролишу један од четири елемената — воду, земљу, ватру или ваздух — процесом познатијим као „владање”, који се темељи на кинеским борилачким вештинама. Једина особа која може владати свим елементима јесте „Аватар”, који је одговоран за одржавање хармоније између четири нације и служи као мост између физичког света и света духова. Серија је представљена у стилу који комбинује аниме са америчким типом анимације и ослања се на пејзаж углавном источноазијске културе, са утицајем култури јужне Азије, Новог света, Инуита и Сиреникаца.
Серија прати путовање дванаестогодишњег Анга, тренутног Аватара и последњег преживелог из свог народа — ваздушних номада, заједно са његовим пријатељима Катаром, Соком и касније Тоф, који настоје да окончају рат који је народ ватре започео против осталих народа света. Серија такође прати и причу о Зуку, прогнаном принцу народа ватре који покушава да поврати своју част хватајући Аватара, у пратњи свог мудрог ујака Ајроа и касније своје амбициозне сестре Азуле.
Аватар: Последњи владар ветрова је остварио успешну гледаност и добио опште признање публике и критичара који су похвалили ликове, културолошке референце, уметничку режију, музику, хумор и саму тему серије. Серија се дотакла бројних тема, као што су рат, геноцид, сексизам, родне улоге, империјализам, тоталитаризам, класни сукоб, политичка корупција и индоктринација. Поједини критичари је сматрају једном од најбољих анимираних серија свих времена. Покренула је франшизу Аватар, коју, између осталог, чине и анимирана серија Легенда о Кори и играна серија Аватар: Последњи владар ветрова.

## Епизоде
| Књига | Књига | Име   | Епизоде | Епизоде | Оригинално емитовање | Оригинално емитовање |
| Књига | Књига | Име   | Епизоде | Епизоде | Премијера            | Финале               |
| ----- | ----- | ----- | ------- | ------- | -------------------- | -------------------- |
|       | 1.    | Вода  | 20      | 20      | 21. фебруар 2005.    | 2. децембар 2005.    |
|       | 2.    | Земља | 20      | 20      | 17. март 2006.       | 1. децембар 2006.    |
|       | 3.    | Ватра | 21      | 21      | 21. септембар 2007.  | 19. јул 2008.        |

## Измишљени универзум
Радња серије се одвија у измишљеном свету насељеном људима, духовима и магичним животињама. Становништво тог света је подељено на четири народа: водена племена, краљевство земље, нација ватре и ваздушни номади. Неки представници сваког народа могу да контролишу елементе свог народа, прављењем различитих покрета. Људи који владају неким елементом се називају владари тог елемента. Међу свим владарима постоји само један који може да влада свим елементима, и тај владар се назива Аватар. Он је веза између света људи и света духова. После Аватарове смрти, роди се нови Аватар у телу владара друге нације. Аватари се мењају у одређеном редоследу који се назива циклус Аватара, нација ватре → ваздушни номад → племе воде → краљевство земље. Реинкарнација Аватара се може прекинути само кад неки Аватар умре у стању Аватара (стање у ком је Аватар најмоћнији и може да буде у контакту са прошлим Аватарима).

## Радња

### Дешавања пре серије
Више од сто година пре главних догађаја у серији, краљ народа ватре Созин, одлучио је да започне рат против других народа (Земље, Воде и Ваздуха) како би проширио своје територије. Знајући да ће га тадашњи Аватар Року спречити, прво је сачекао његову смрт па је тек онда започео рат. Аватар се поново родио, као ваздушни номад по имену Анг. Анг је још као дете сазнао да је он нови Аватар. Уплашен својих нових дужности Аватара, Анг одлучује да побегне од своје куће на свом огромном летећем бизону Апи. Летели су изнад океана и игром случаја ушли усред олује, и одједном су упали у воду. У том тренутку је Анг заузео стање Аватара и створио око себе и Апе ледени брег, како би они упали у дубок сан и како не би умрли. У покушају да убије Аватара, Созин је уништио ваздушне номаде, али не и Аватара. Након Созинове смрти рат се наставио још стотину година. У доба када се одвија радња серије, краљ ватре је Созинов унук Озаи.

### Књига 1: Вода
Катара и њен старији брат Сока наилазе на дечака по имену Анг и његовог летећег бизона Апу заробљене у санти леда. Анг им признаје да је он Аватар, али да зна само владање ваздухом. Он мора научити владањем елемената одређеним редоследом: прво водом, затим земљом и на крају ватром. Анг, Катара и Сока заједно са Апом крећу на путовање до северног племена воде како би нашли Ангу и Катари учитеља владања водом. На путу, посећују храм јужног ваздуха где Анг сазнаје о истребљењу свог народа и где проналазе последњег крилатог лемура којем Анг даје име Момо, а Момо постаје нови члан екипе. Током путовања, Анга и његове пријатеље прогања принц Зуко (прогнан син краља ватре Озаиа), који покушава да ухвати Аватара и тиме поврати част. Зуко путује са својим стрицем Ајром на једној од морнарица народа ватре. На крају сезоне, адмирал војске народа ватре, Жао, напада северно племе воде, али му Анг руши планове. У међувремену, господар ватре Озаи објављује да су Зуко и Аиро издајници и шаље своју ћерку Азулу да их ухвати.

### Књига 2: Земља
Аватар и његови пријатељи напуштају народ воде како би Ангу нашли учитеља владања земљом. У једној од својих авантура у држави народа земље упознају слепу владарку земљом, Тоф Беифонг, која им се придружује и постаје Ангова учитељица владања земљом. У међувремену, Аиро и Зуко покушавају да започну нови живот у краљевству земље. Након проналаска велике библиотеке у пустињи, Анг и његови пријатељи сазнају о предстојећем сунчевом помрачењу, које би требало владаре ватром накратко лишити владањем ватром, чинећи их беспомоћнима. Они одлучују да дођу до главног града земље Ба Синг Се-а како би рекли краљу земље за то. Али Азула, уз помоћ тајне полиције града, заузима Ба Синг Се, а такође и препушта Зукоу да опет буде одан народу ватре. Азула погађа Анга муњом док је био у стању Аватара, али га Катара враћа у живот помоћу лековите воде из северног племена воде.

### Књига 3: Ватра
Аватар, његови пријатељи и многи други ликови са којима су се састали у претходним сезонама, искоришћују помрачење сунца и организују малу инвазију на народ ватре, како би поразили краља Озаиа. Међутим, планови инвазије се руше и долази до повлачења Анга и војника из народа земље и воде. У међувремену, Сока спашава из затвора народа ватре своју девојку, ратницу Суки, која се придружује Анговој екипи. Велики преокрет у серији се дешава када се Зуко супроставља свом оцу и одлучује да се придружи Аватару, коме постаје учитељ владања ватром. У финалу сезоне, Озаи планира уништење народа земље како би наставио мисију свог деде Созина, да уништи остале нације света. Овај догађај Озаи планира за време Созинове комете, чија појава ојачава владање ватром. Озаи, заједно са ескадрилом полази према Ба Синг Се-у како би га уништио. Ангови пријатељи уништавају ескадрилу, а Анг долази у сукоб са господарем ватре Озаием и поражава га. У последњој сцени серије, Аватаров тим прославља победу уз чај који је скувао Аиро, Зуко постаје нови господар ватре, а Озаи и Азула бивају ухапшени. Серија се завршава пољубцем Анга и Катаре, са заласком сунца у позадини.
- Амблем народа воде
- Амблем народа ватре
- Амблем народа земље
- Амблем народа ваздуха

## Ликови
- Анг је Аватар, једини представник ваздушних номада, као и једини преживели владар ветрова. Биолошки гледано, он има 12 година, али у ствари има 112 година, с обзиром на то да је провео 100 година замрзнут у санти леда. Он је оптерећен пословима Аватара, а једино што он жели је да буде сасвим обично дете. Анг има два кућна љубимца, огромног летећег бизона Апу и крилатог лемура Момоа. Воли природу и због тога је вегетаријанац.[9]
- Катара (енгл. Katara) 14-годишња је девојчица из јужног племена воде, једина владарка водом из свог племена, као и Сокина сестра. Има исцељивачке моћи и може владати крвљу (контролу течности унутар тела живих организама), којом може владати само током пуног месеца. Катара је врло одговорна особа доброг срца која увек помаже Ангу да донесе добру одлуку. Носи огрлицу своје мајке, која јој је једина успомена на њу.[10]
- Сока 15-годишњи је ратник из јужног племена воде, као и Катарин старији брат. Он нема владарске моћи и мисли да је способност владање елементима главни проблем у свету. Више воли да се бори оружјем, поготово својим бумерангом, којег му је дао његов отац пре свог одласка у рат. Сока је скептичан, верује само у оно што може да види или додирне. У трећој сезони је научио технику мачевања. Заљубљен је у кјоши ратницу Суки, која га такође воли.[11]
- Тоф Беифонг (енгл. Toph Beifong) 12-годишња је девојчица из богате породице, такође је и једна од најбољих владара земљом. Рођена је слепа, али има дар (осећа земљане вибрације), који јој служи као чуло вида. У свом граду је позната као Слепа разбојница.[12] Она је Ангу била учитељица владања земљом. Позната је и по томе што је смислила владање металом.[13]
- Зуко 16-годишњи је владар ватром, син краља ватре Озаиа. Због свог лошег понашања на војном састанку, позван је на двобој од свог оца, на ком је добио опекотину око свог ока и на ком је протеран из земље све док не ухвати или убије Аватара. На крају серије Зуко прелази на Ангову страну и постаје му учитељ владања ватром, а такође постаје и нови краљ ватре.[14]
- Ајро стари је владар ватре, брат краља Озаиа. Изгубио је свог јединог сина током опсаде града Ба Синг Се-а, па се опходи према свом нећаку Зукоу као према свом сину. Ајро зна јединствене технике владања ватром: преусмеравање муње и ватрени дах. Воли да пије различите врсте чајева, а једно време је био запослен у чајџиници.[15]
- Азула (енгл. Azula) 14-годишња је владарка ватром, ћерка краља Озаиа. Паметна је, арогантна и лажљива. Има способност стварања муње и плавог пламена.[16]
- Апа Ангов је летећи бизон, љубимац, водич и пријатељ. Он служи као врста саобраћаја широм света. Може да лети и може да користи свој реп за стварање моћних удара ваздуха. Према Ангу, летећи бизони су били први владари ваздуха.[17]
- Момо једини је познати крилати лемур. Момо је уведен када га Анг проналази у Северном храму ваздуха, а затим га задржава као кућног љубимца. Иако је Момо је у многим опасним ситуацијама током путовања са главним ликовима, он им је такође био и извор комичних ситуација током целе серије.[18]

## Улоге
| Име лика    | Енглески глас    | Српски глас                                    |
| ----------- | ---------------- | ---------------------------------------------- |
| Анг         | Зак Тајлер Ајзен | Снежана Нешковић (С1) Александра Ширкић (С2-3) |
| Катара      | Меј Витман       | Ива Кевра                                      |
| Сока        | Џек Де Сена      | Немања Живковић                                |
| Тоф Беифонг | Џеси Флауер      | Снежана Кнежевић                               |
| Зуко        | Данте Баско      | Предраг Дамњановић                             |
| Ајро        | Грег Балдуин     | Бора Ненић                                     |
| Азула       | Греј Грифин      | Јелена Стојиљковић                             |
| Краљ Озаи   | Марк Хамил       | Марко Марковић                                 |
| Суки        | Џени Куан        | Сања Петровић                                  |
| Меи         | Крикет Леих      | Милена Живановић                               |
| Таи Ли      | Оливија Хек      | Маријана Живановић Чубрило                     |
| Року        | Џејмс Герет      | Слободан Нинковић                              |
| Џет         | Крафорд Вилсон   | Бојан Димитријевић (С1) Милан Антонић (С2)     |
| Јуе         | Џоана Бреди      | Милена Живановић                               |
| Хару        | Мајкл Дау        | Марко Марковић                                 |
| Жао         | Џејсон Исакс     | Томаш Сарић                                    |

## Развој

### Концепт и производња
Аватар: Последњи владар ветрова су осмислили Мајкл Данте Димартино и Брајан Конецко у Никелодионовом студију за анимације у Бербанку, Калифорнија. Њихове анимације су углавном урадили ЈМ Анимације, ДР Филм и МОИ анимације. Према Конецку, серија је замишљена почетком 2001. године, када је узео стару скицу проћелавог човека средњих година ког представља као дете. Он је насликао и летећег бизона, и показао скице Димартину, који је гледао документарни филм о истраживачима заробљеним на Јужном полу. Конецко је описао момка који се дружи са људима из народа воде, заробљеним у снежној пустињи и, да у цртаћу може бити, и мало људи из народа ватре који врше притисак над њима. Мајкл Данте Димартино и Брајан Конецко су идеју претворили у Никелодионову анимирану серију која се брзо прославила.
Серија је представљена у јавности исечком на Комик Кону 2004, а премијера је одржана 21. фебруара 2005. године.
У интервјуу, Конецко је рекао: „Мајк и ја бисмо били веома заинтересовани за смишљање других легенди сличним Хари Потеру и Господару Прстенова, али смо знали шта смо хтели и зато смо узели другачији приступ овој врсти жанра. Наша љубав према јапанском анимеу, Хонг Конг акцијама и кунг фу филмовима, јоги и Источној филозофији нас је довела до почетне инспирације за Аватара: Последњег владара ветрова.”

### Утицај
Серија је изузетан пример Источноазијске уметности и митологије, коришћене у фиктивном универзуму серије. Творци фиктивног универзума су употребили културне консултанте Едвина Зена и калиграфа Сиу-Линга који су им помогли при одредби њеног уметничког праваца. Карактери ликова су дизајнирани под утицајем кинеске уметности, историје Кине, хиндуизма, таоизма, будизма и јоге. Џереми Зукерман и Бенџамин Вин су били задужени за музику и звук у серији. Они су експериментисали са различитим кинеским инструментима. Стил цртања фиктивних локација које су се користиле у серији су засновани на реалним локацијама у Азији, нпр. Забрањени град и Кинески зид у Пекингу су били инспирација за главни град краљевства земље, Ба Синг Се, и племена воде која су засновани на Инуитиску и Сирениску културу. Према речима писца Арона Ехаша, конструкције народа ватре су у потпуности засновани на јапанској култури.
Борбени стилови ликова су узети из кинеских борилачких вештина. Сваки борбени стил које ликови користе је јединствен за свој елемент. На пример, владање водом користи покрете под утицајем Тајђићуена и усмерено је на усклађивање структуре тела и дисање. Хунг Гар је био инспирација за вежбање владања земљом, и био је изабран за њене моћне ударце, као и за представљање свог народа, Земље. Северни Шаолин, који користи покрете јаких руку и ногу, био је изабран за владање ватром. Ба Гуа, који користи динамичке кружне покрете и брзу промену правца кретања, коришћен је за владање ваздухом. Чу Гар-Јужни Мантис стил, за којег се може видети да га Тоф практикује, је развио јединствени стил борбе, као последицу њеног слепила.

### Теме
Серија ја укључивала многе појмове који се ретко виђају у дечијим ТВ емисијама, укључујући и питања у вези са ратом, геноцидом и империјализмом, родном дискриминацијом и оснаживањем жена, маргинализовањем и угњетавањем, и филозофска питања у вези са судбином.
Емисија је смештена у период када је цео свет захватио рат, који започиње народ ватре. Док је народ ватре представљен као зачетник насиља, показују се такође системске неједнакости са којима се суочавају становници у Царству Земље, град Ба Синг Се, као и зле активности градске полиције. Серија упознаје гледаоце са геноцидом у почетку, када главни јунак Анг посећује свој бивши дом у Јужном храму ваздуха. Он открива да су њему блиски људи убијени, и омогућава му да прикаже спектар емоција, од беса до губитка.
Зуков лик и његов однос са оцем и стрицем представља поруке које показују да судбина није предвиђена и да може да се промени. У првој сезони, он се бори на начин који одређује његов отац, али Аиро га једном пита: „Ко си ти, и шта ти желиш?”. Емисија представља и различите ликове с циљем да се реши проблем маргинализације. На пример, увођење слепог лика, као Тоф и парализованог дечака као што је Тео, представља ликове који превазилазе физичка и социјална ограничења. Ово такође важи када су у питању женски ликови. На пример, јунакиња Катара се суочава са системским сексистикама, када стиже до Северног племена воде, да би учила владање водом. У другом случају, њен брат Сока у почетку одбацује све жене ратнице Кјошија, али касније увиђа да треба да их поштују јер поседују знатне вештине. Према Кирку Хамилтону, ове теме у емисији доносе поруку о томе да је много важније да будеш оно што желиш, а не оно што други очекују од тебе.

## Пријем

### Гледаност
Аватар: Последњи владар ветрова је достигао високе рејтинге, у просеку свака нова епизода достигла је око 3,1 милион гледалаца. Један од највећих успеха је био 5,1 милиона гледалаца за епизоде „Змијски пролаз” и „Бушилица”, емитоване 15. септембра 2006. Током 2007, Аватар: Последњи владар ветрова је емитован у више од 105 земаља и био је једна од најгледанијих емисија емитованих на Никелодиону. Серија је заузела прво место по гледаности на Никелодеону у Немачкој, Индонезији, Малезији, Холандији, Белгији и Колумбији. Четвороделно финале серије „Созинова комета”, је достигло 5,6 милиона гледалаца, што је 95 % више него остатак епизода у трећој сезони. Током средине јула, ово је била најгледанија серија код гледалаца испод 14 година. Због велике популарности, серија је доспела на листу Топ 100 анимираних телевизијских серија.

### Критички одговори
Аватар: Последњи владар ветрова је добио позитивне критике. Макс Николсон је рекао да „мора видети” серију и описао је као „једну од највећих анимираних серија свих времена”. Ник Хартел је рекао да је серија сјајна, односно најбољи дечји телевизијски шоу. Ерик Амаја је описао серију као „импресивном” и „фантастичном”. Хенри Глашин је рекао да је серија „авантуристичка и узбудљива”. Џо Кори је описао серију као „аниме-акцију хибрида”. Крис Мичел је рекао да је ово једна од најбољих Никелодионових емисија, хвалећи музику у серији и гласовну поставу. Роб Киз је рекао да је ово „један од најбољих цртаних филмова икада направљених”, док је Мик Ноис препоручио серију гледаоцима који воле авантуре. Јохуа Милер је назвао серију „феноменалном” и „једном од најбољих анимираних серија (и за децу и за одрасле особе) којих на америчкој телевизији још није било”; према Милеру, серија је већим делом Аниме. Денис Амит је похвалио раздражљивост и осећај за хумор у серији. Скот Тил је рекао да је серија интересантна и да је њена радња, под утицајем Источног света, фантастична.
Тема емисије је била високо хваљена од стране критичара. Мајкл Мамано је навео да је прича одлична, а такође је похвалио и анимацију. Никол Кларк је похвалио „емоционалност” приче и то што серија учи млађе гледаоце о ауторитаризму и још неким стварима о којим деца немају чест приказ на телевизији. Џенифер Розенберг се свиђа наглашавање у серији на породицу, пријатеље и образовање. Ник Хартел је рекао да серија шаље важну поруку, да људи могу да се промене. Д. Ф. Смит је похвалио хумор у серији и драматичну тему која је погодна за све узрасте. Према Мику Нозису, серија комбинује елементе класичне епске фантазије. Тод Даглас Џуниор је рекао да је прича занимљива, добро промишљена и интелигентна, такође је похвалио аутора за хумор, драму и емоције.
Критичари су такође похвалили ликове, уметност, анимације и кореографију. Ерик Амаи је рекао да су елементи били под утицајем Хајаоа Мијазакија. Никол Кларк је написао да је шоу успео да уради оно што се мало показује чак и данас, да прикупи ликове који приказују свет такав какав јесте. Џошуа Милер је похвалио акционе сцене, упоређујући свет Аватара са Господаром прстенова. Ник Хартел је критиковао анимацију, иако је она побољшана у односу на претходне Никелодионове цртаће.

### Награде и номинације
| Година | Награда                                                      | Категорија                                        | Кандидат                                                         | Статус     |
| ------ | ------------------------------------------------------------ | ------------------------------------------------- | ---------------------------------------------------------------- | ---------- |
| 2005.  | Награде Пулчинела                                            | најбоља акционо-авантуристичка ТВ серија          | Аватар: Последњи владар ветрова                                  | Освојено   |
| 2005.  | Награде Пулчинела                                            | најбоља ТВ серија                                 | Аватар: Последњи владар ветрова                                  | Освојено   |
| 2006.  | 33. додела награда Ени                                       | најбоља анимирана телевизијска продукција         | Аватар: Последњи владар ветрова                                  | Номинација |
| 2006.  | 33. додела награда Ени                                       | нацрти за анимирану телевизијску продукцију       | Лорен Макмулан за епизоду „Дезертер”                             | Освојено   |
| 2006.  | 33. додела награда Ени                                       | сценарио за анимирану телевизијску продукцију     | Арон Ихаш и Џон О’Брајан за епизоду „Пророчица”                  | Номинација |
| 2007.  | Додела награда по избору деце 2007. (Nickelodeon Аустралија) | омиљени цртани                                    | Аватар: Последњи владар ветрова                                  | Номинација |
| 2007.  | 34. додела награда Ени                                       | анимација ликова у телевизијској продукцији       | Ју Јае Мјунг за епизоду „Слепа Разбојница”                       | Освојено   |
| 2007.  | 34. додела награда Ени                                       | режија за анимирану телевизијску продукцију       | Ђанкарло Волпе за епизоду „Бушилица”                             | Освојено   |
| 2007.  | Награде Хенесис                                              | изузетан дечји програм                            | епизода „Апини изгубљени дани”                                   | Освојено   |
| 2007.  | 59. додела награда Еми за програм у ударном термину          | изузетан анимирани програм                        | епизода „Град зидова и тајни”                                    | Номинација |
| 2007.  | 59. додела награда Еми за програм у ударном термину          | појединачно достигнуће у анимацији                | Шанг-Ђин Ким за епизоду „Језеро Лаогаи”                          | Освојено   |
| 2008.  | Додела награда по избору деце 2008.                          | омиљени цртани                                    | Аватар: Последњи владар ветрова                                  | Освојено   |
| 2008.  | Ансијски међународни фестивал анимираних филмова             | ТВ серија                                         | Хоаким Дос Сантос за епизоду „Дан црног сунца 2. део: Помрачење” | Номинација |
| 2008.  | Награде Пибоди                                               | Н/Д                                               | Аватар: Последњи владар ветрова                                  | Освојено   |
| 2008.  | 13. додела награда Сателит                                   | најбољи ДВД за омладину                           | 3. књига: Ватра, 4. том                                          | Номинација |
| 2009.  | 36. додела награда Ени                                       | најбоља анимирана телевизијска продукција за децу | Аватар: Последњи владар ветрова                                  | Освојено   |
| 2009.  | 36. додела награда Ени                                       | режија за анимирану телевизијску продукцију       | Хоаким Дос Сантос за епизоду „Созинова комета 3. део: У пакао”   | Освојено   |
| 2009.  | Награде „Golden Reel”                                        | најбоља монтажа звука: телевизијска анимација     | епизода „Созинова комета 4. део: Аватар Анг”                     | Номинација |
| 2009.  | Додела награда по избору деце 2009. (Nickelodeon Аустралија) | омиљени цртани                                    | Аватар: Последњи владар ветрова                                  | Освојено   |
| 2010.  | Додела награда по избору деце 2010. (Nickelodeon Аустралија) | најбољи цртани                                    | Аватар: Последњи владар ветрова                                  | Номинација |

## Остали медији

### Књиге
Издато је неколико књига заснованих на серији. Dark Horse Comics је 2. јуна 2010. објавио уметничку књигу Avatar: The Last Airbender – The Art of the Animated Series (срп. Аватар: Последњи владар ветрова — Скице из анимиране серије), која садржи 184 странице са оригиналним скицама из серије.

#### Стрипови
Неколико кратких стрипова је објављено у Nickelodeon Magazine−у, а Dark Horse издаваштво је 15. јуна 2011. објавило збирку тих као и нових стрипова, под називом Аватар: Последњи владар ветрова — Изгубљене авантуре.
Dark Horse је објавио серијал графичких романа аутора Џина Луен Јанга који приказује Ангов живот након стогодишњег рата. Аватар: Последњи владар ветрова — Обећање, објављен у три тома 2012, истражује судбину колонија народа ватре које касније у Легенди о Кори постају Уједињена Република. Овај серијал је преведен на хебрејски језик током 2016—2017. године. Други серијал са три тома, Аватар: Последњи владар ветрова — Потрага, фокусира се на Зука и Азулу, као и на судбину њихове мајке Урсе. Други серијал је преведен на хебрејски током 2018—2019. године. Трећи серијал, Аватар: Последњи владар ветрова — Раздор, помера фокус на Анга, стварање Града Републике и Тофин однос са породицом. Убрзо након ове уследила је и четврта трилогија стрипова, Аватар: Последњи владар ветрова — Дим и сенка, чија радња описује силе отпора народа ватре према Зукоу, који је на крају оригиналне серије ступио на престо. Пети серијал, Аватар: Последњи владар ветрова — Север и југ, надовезује се на догађаје из претходне трилогије и фокусира се на Катару и Соку који се враћају у јужно племе воде како би видели разне промене у својој домовини. Последњи у низу графичких романа јесте Аватар: Последњи владар ветрова — Неуравнотеженост и објављен је у октобру 2018. године. Серијал приказује настајуће сукоб између владара и невладара који постају центар сукоба у првој сезони наставка серије, Легенда о Кори; и за разлику од претходних пет серијала стрипова, овај је написан од стране Фејт Ерин Хикса.

#### Серијал новела преднаставка
Дводелни серијал новели за младе фокусира се на Аватару Кјоши, а написао га је Ф. Ц. Ји те га и објавио у јулу 2019. у посредству Abrams Children's Books издаваштва. Прва од две књиге носи назив Аватар: Последњи владар ветрова — Кјошин успон. Друга, названа Аватар: Последњи владар ветрова — Кјошина сенка, објављена је 21. јула 2020. године.

### Видео-игре
На основу серије објављена је трилогија видео-игара. Прва, Avatar: The Last Airbender објављена је 10. октобра 2006,, друга, Avatar: The Last Airbender – The Burning Earth 16. октобра 2007. године а трећа — Avatar: The Last Airbender – Into the Inferno 13. октобра 2008. Avatar: Legends of the Arena, масовна вишекорисничка мрежна игра играња улога (MMORPG) за Microsoft Windows, објављена је 15. септембра 2008. од стране Nickelodeon−а. Играчи могу креирати сопствени лик и комуницирати са другим играчима широм света. Игра Avatar: The Last Airbender компаније THQ, најпродаванија је Nickelodeon−ова игра у 2006. години, а такође је и једна од Sony−јевих најпопуларнијих CEA игара. Анг и Зуко се појављују као скинови за Мерлина и Сузана у видео−игри Smite. Ликови и локације из серије укључени су у игру Nickelodeon Kart Racers 2: Grand Prix.

### Филмска адаптација
Играни филм Последњи владар ветрова из 2010. године базиран је на првој сезони серије, а написао га је и режирао М. Најт Шјамалан. Био је замишљен као први у трилогији филмова, од којих би сваки покривао једну сезону серије. Филм је добио мешовите критике са негативно оцењеним сценаријом, глумом, белим глумцима који су играли ликове који у оригиналу нису белопути, као и Шјамалановом режијом; оцењен је са свега 5% позитивних критика на Rotten Tomatoes−у, а освојио је и 5 награди Златна малина на 31. додели исте 2011. године, међу којима и ону за најгори филм, а неки критичари га описују и најгорим филмом икад снимљеним. Иако је филм у почетку делио назив са оригиналном серијом, убрзо је промењен у Последњи владар ветрова јер су се продуценти плашили да ће га публика помешати са филмом Аватар Џејмса Камерона. Главне улоге у филму играли су Ноа Рингер (Анг), Никола Пелц (Катара), Џексон Ратбон (Сока), Дев Пател (Зуко) и Шаун Тоуб (Ајро).

### Наставак
Легенда о Кори, наставак серије Аватар: Последњи владар ветрова, кренула је да се приказује на Nickelodeon−у 14. априла 2012. Написали су је и продуцирали Мајкл Данте Димартино и Брајан Конецко, аутори и продуценти оригиналне серије. Серија је првобитно носила назив Аватар: Легенда о Кори, затим Последњи владар ветрова: Легенда о Кори, али је он промењен у тренутни; радња се одвија 70 година након оригиналне серије. Протагониста серије је Кора, седамнаестогодишња девојка из јужног племена воде, која је инкарнација Аватара након Ангове смрти.